# Kościół św. Kazimierza w Boguszycach
Kościół św. Kazimierza w Boguszycach – katolicki kościół filialny zlokalizowany we wsi Boguszyce w gminie Nowogard, w powiecie goleniowskim (województwo zachodniopomorskie). Jest filiałem parafii Matki Bożej Różańcowej w Żabowie.

## Historia i architektura
Murowany z kamiennych ciosów kościół wzniesiony został w XIX wieku. Jest to budowla na planie prostokąta, kryta dachem dwuspadowym, z kwadratową wieżą od strony zachodniej, nakrytą dachem namiotowym. W wieży znajduje się zamknięty łukiem portal wejściowy. Okna w ścianach bocznych mają kształt prostokątny. W ścianie prezbiterium umieszczone są dwie blendy, w jej szczycie znajduje się natomiast niewielki okrągły otwór okienny. Nawę okala niewielki gzyms, biegnący na wysokości parapetów.
Wnętrze świątyni nakrywa drewniany, belkowany strop. Oryginalne wyposażenie nie zachowało się. We współczesnym ołtarzu umieszczony jest obraz Matki Bożej z Dzieciątkiem.
Po II wojnie światowej kościół został konsekrowany jako świątynia katolicka w dniu 8 września 1945 roku przez księdza Bogdana Szczepanowskiego TChr.